# Rybieniec (województwo wielkopolskie)
Rybieniec – wieś w Polsce położona w województwie wielkopolskim, w powiecie gnieźnieńskim, w gminie Kiszkowo, ok. 20 km od Gniezna w linii prostej.
W latach 1975–1998 miejscowość położona była w województwie poznańskim.
Pierwsza wzmianka o wsi pochodzi z 1397 roku (Rybno Minor). W Rybieńcu znajduje się odrestaurowany pałac z początku XX wieku, odwołujący się architektonicznie do baroku i klasycyzmu oraz park, które obecnie znajdują się w prywatnych rękach. Do 1945 r. Rybieniec z folwarkiem i pałacem był własnością Friedricha von Wendorffa. Po 1945 r. - jak zdecydowana większość majątków ziemskich - zamieniony został w PGR. W 1939 r. mieszkańcy wsi musieli na pewien czas ją opuścić, gdyż przez Rybieniec miała przejść dywizja piechoty niemieckiej, która ostatecznie tego nie zrobiła. Funkcjonowały tu PGR będące filią zakładów z pobliskiego Rybna. W sierpniu 2006 roku zostały one zrównane z ziemią oprócz budynku obory, która została sprzedana i prawdopodobnie zostanie odnowiona i przekazana do dalszego użytku. Za parkiem znajduje się jezioro Rybno Małe, nad które uczęszczają rybacy z niemal całego powiatu. We wsi funkcjonuje niewielki sklep spożywczy, niegdyś znajdujący się w parku. Rybieniec znajduje się w bardzo atrakcyjne turystycznym miejscu, w sąsiedztwie lasów, niemal nietkniętej przyrody, z dala od większych aglomeracji.